# Raadio 4
Радио 4  ( эст. Raadio 4 )— русскоязычная радиопрограмма Эстонского национального вещания, впервые вышедшая в эфир 1 мая 1993 года.
Еженедельно программу слушают в среднем 150-200 тысяч человек. Это делает «Радио 4» одной из самых популярных русскоязычных радиопрограмм в Эстонии.

## Содержание
Передачи можно слушать по всей Эстонии, а также в Финляндии, России, Латвии и Швеции. Благодаря сотрудничеству с Советом Европы, в 1996 году была открыта Нарвская студия Радио 4. В эфире Радио 4 можно услышать музыкальные, литературные, популярные, научные и образовательные передачи. Информацию, касающуюся социальных проблем, советы юристов, эксклюзивные интервью со звёздами кино, музыки, театра и спорта.
Служба новостей выходит в эфир со свежей информацией в начале каждого часа, кроме того, вечером можно услышать итоговый информационный выпуск.